# Ichneumon peroratus
Ichneumon peroratus là một loài tò vò trong họ Ichneumonidae.